# Contea di Lin
La contea di Lin (临县S, Lín XiànP) è una contea della Cina, situata nella provincia dello Shanxi e amministrata dalla prefettura di Lüliang.